# Horní Řepčice
Horní Řepčice (deutsch Ober Repsch) ist eine Gemeinde in Tschechien. Sie liegt neun Kilometer nordöstlich des Stadtzentrums von Litoměřice und gehört zum Okres Litoměřice.

## Geographie
Das Dorf befindet sich im rechtselbischen Teil des Böhmischen Mittelgebirges im Tal des Široký potok. Nördlich erheben sich der Mlýnský vrch (527 m) und der Sedlo (726 m). Durch den Ort führt die Staatsstraße 15 zwischen Litoměřice und Úštěk sowie die ebenfalls dorthin führende Eisenbahnstrecke, an der Horní Řepčice östlich außerhalb des Dorfes einen Bahnhalt hat.
Nachbarorte sind Soběnice und Mladé im Norden, Dolní Chobolice und Liběšice im Nordosten, Chotiněves im Osten, Jištěrpy im Südosten, Třebutičky im Süden, Sedlec und Velký Újezd im Südwesten, Dolní Řepčice im Westen sowie Dolní Nezly im Nordwesten.

## Geschichte
Horní Řepčice wurde im Jahre 1057 im Zuge der Gründung des Kollegiatstiftes St. Stefan in Litoměřice durch Herzog Spytihněv II. Der Ort gehörte zur Leitmeritzer Dompropstei und wurde später zwischen der Herrschaft Třeboutice und den kirchlichen Gütern in Alt Thein aufgeteilt. Nach der Aufhebung des Gutshofes im Třebouticer Anteil erfolgte um 1790 eine Aufteilung und Verpachtung der Fluren. 1830 lebten im gesamten Dorf 218 Menschen. 1880 waren es 208 Einwohner, die sich vor allem von der Landwirtschaft ernährten. Neben dem Feldbau spielten dabei traditionell der Obst- und Hopfenanbau eine wesentliche Rolle. Schulort war Sobenitz.
An der Wende vom 1920er zum 1930en Jahren endete in Horní Řepčice   das Bergrennen Ploskovice – Horní Řepčice (4 km, Höhe 94 m, max. 9 %).   1931 gewann Heinrich Joachim von Morgen in diesem Rennen auf Bugatti T35B. Im Jahr 1932 Paul Pietsch, auch auf Bugatti T35B.
1981 erfolgte die Eingemeindung nach Liběšice und seit den 1990er Jahren ist der Ort wieder selbständig.

## Ortsgliederung
Für die Gemeinde Horní Řepčice sind keine Ortsteile ausgewiesen.

## Sehenswürdigkeiten
- Bauernhäuser in Blockbauweise aus dem 18. und 19. Jahrhundert
- Kapelle am Dorfplatz, gestiftet zum Ende des 19. Jahrhunderts von Anna Gessler